# Kristoffer Lund
Kristoffer Lund Hansen (ur. 14 maja 2002 w Kerteminde) – amerykański piłkarz pochodzenia duńskiego występujący na pozycji lewego obrońcy, reprezentant Stanów Zjednoczonych, od 2023 roku zawodnik włoskiego Palermo.
Jego ojciec pochodzi z Danii, zaś matka ze Stanów Zjednoczonych.